# Muschda Sherzada
Muschda Sherzada-Rohs (* 26. September 1986 in Ost-Berlin) ist eine deutsche Fernsehmoderatorin. Bekannt ist sie als Moderatorin des Tigerenten Clubs in der ARD.

## Leben und Wirken
Sherzadas Eltern stammen aus Afghanistan und kamen 1986 nach Ost-Berlin. Sie wuchs in Berlin-Lichtenberg auf, studierte Medienwirtschaft und Journalistik und schloss 2010 ihr Studium ab. Anschließend arbeitete Sherzada zunächst für die Onlineredaktion einer Lokalzeitung. Schon während ihres Studiums sammelte sie PR-Erfahrung bei einem Musiksender von MTV Networks und den Internationalen Filmfestspielen Berlin. Im Jahr 2011 erhielt sie ein Begabtenstipendium der Stiftung der Deutschen Wirtschaft und schloss 2013 das Studium des Kommunikationsmanagements an der Universität Leipzig  mit dem Master of Arts ab.
Von 2012 bis 2018 war sie Moderatorin des Tigerenten Clubs in der ARD. Ebenfalls moderierte sie von 2017 bis 2018 die Kindersendung Dein großer Tag sowie die Kinderspielshow Krass nass! Die Tigerenten Club Sommerspiele auf KIKA. Von Dezember 2019 bis April 2020 moderierte Sherzada erneut den Tigerenten Club an der Seite von Johannes Zenglein. Von Juni 2021 bis Juni 2022 moderierte sie wiederum den Tigerenten Club. Seit Juni 2022 ist sie Vertretungsmoderatorin beim SWR für die Landesschau Baden-Württemberg.
Sherzada war von 2016 bis 2020 Pressesprecherin des Hamburger Online-Modehändlers About You.

## Fernsehauftritte
- 2012–2018, 2019–2020, 2021–2022: Moderation Tigerenten Club (ARD/SWR)
- 2017–2018: Moderation Krass nass! Die Tigerenten Club Sommerspiele (SWR/KIKA)
- 2017–2018: Moderation Dein großer Tag (KIKA)
- seit 2022: Landesschau Baden-Württemberg (SWR)